# أناستاسيا أرخيبوفا
أناستاسيا كونستانتينوفنا أرخيبوفا (الأوكرانية: Анастасія Костянтинівна Архипова ؛ من مواليد 29 ديسمبر 2003) لاعبة متزلجة على الجليد أوكرانية، هي بطلة وطنية أوكرانية كبيرة مرتين (2018 ، 2019). احتلت المركز 13 في بطولة العالم للناشئين 2018.